# Rubus arcticus

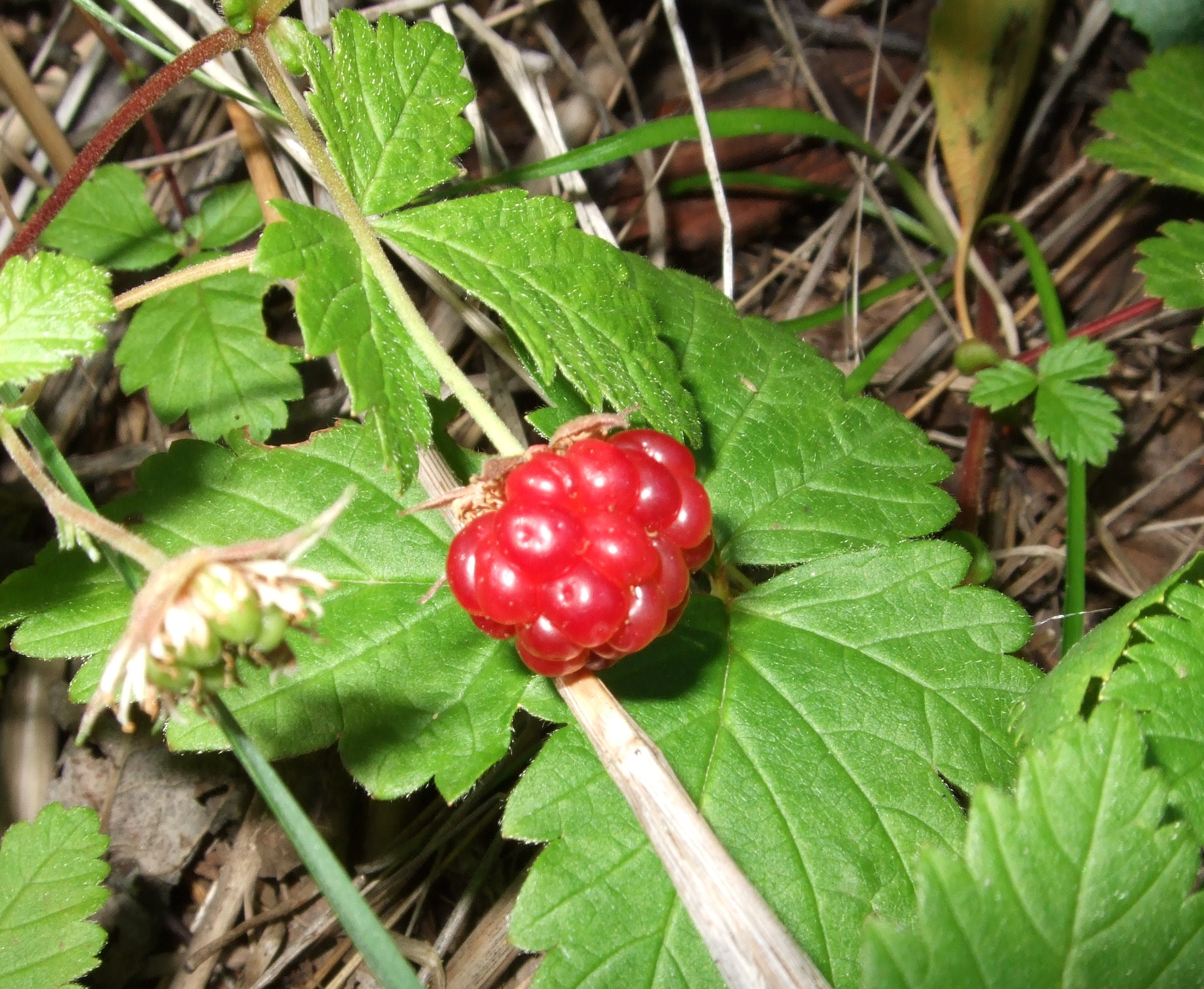
Fruit de Rubus arcticus madur

Rubus arcticus (que inclou Rubus arcticus ssp. acaulis - (Michx.)) és una espècie de lent creixement del gènere de l'esbarzer. El seu fruit de color vermell fosc, de menys d'un centímetre de diàmetre, es considera una delicadesa, per exemple en rus rep el nom de Baia dels reis (княженика). Creix al nord de Suècia, Noruega, Finlàndia, Rússia (Sibèria), i en poques localitats d'Estònia, Lituània i parts d'Amèrica del Nord (com Alaska). Es troba sovint en sòls àcids amb molta matèria orgànica del sòl.

## Descripció
Planta de 10 a 30 cm d'alt. Les seves fulles tenen tres folíols, de 2 a 8 cm de llargada, de forma oval. Les flors són de color rosa viu, amb cinc pètals.

## Usos
Els seus fruits són saborosos i es poden menjar crus o en melmelada, se'n fan licors o infusions.